# 水鏡天満宮
水鏡天満宮（すいきょうてんまんぐう）は、福岡県福岡市中央区天神一丁目にある天満宮の1つである。社格は村社。

## 由来
菅原道真は京より大宰府に左遷される道中で博多に上陸した際、庄村にある四十川（道真は「死時有川」と表現、現在の薬院新川）の水面に自分の姿を映し、水面に映る自身のやつれた姿をみて嘆き悲しんだとされ、これにちなんで庄村（現在の中央区今泉）に社殿が建造され「水鏡天神（すいきょうてんじん）」「容見天神（すがたみてんじん）」と呼ばれた。
江戸時代初期の慶長17年（1612年）福岡藩初代藩主・黒田長政によって「水鏡天満宮」として福岡城の鬼門にあたる現在の地に移転された。ちなみに、「天神」とは菅原道真のことをさし、福岡市中央区の「天神」の地名は、この天満宮に由来する。

## 祭事暦
- 7月24・25日 - 夏祭
- 10月24・25日 - 秋祭

## 社宝
- 木彫渡唐天神像（県指定文化財） - 享保14年（1729年）、大仏師正慶作
- 水鏡天満宮縁起 - 延宝2年（1674年）、大鳥居信祐作
- 綱敷天神像 - 狩野栄川院法印典信画
- 鳥居扁額（北側） - 貴族院副議長・修猷館館長　、侯爵黒田長成揮毫
- 鳥居扁額（南側） - 昭和の首相、広田弘毅の小学生の時の揮毫したといわれる。

## 境内の施設
- 鳥居（南側）[注釈 2]
- 鳥居（北側）[注釈 3]
- 神門[注釈 4]
- 中門[注釈 5]
- 拝殿[注釈 6]
- 本殿[注釈 7]
- 手水舎（ちょうずや）[注釈 8]
- 社務所[注釈 9]

境内の施設の写真
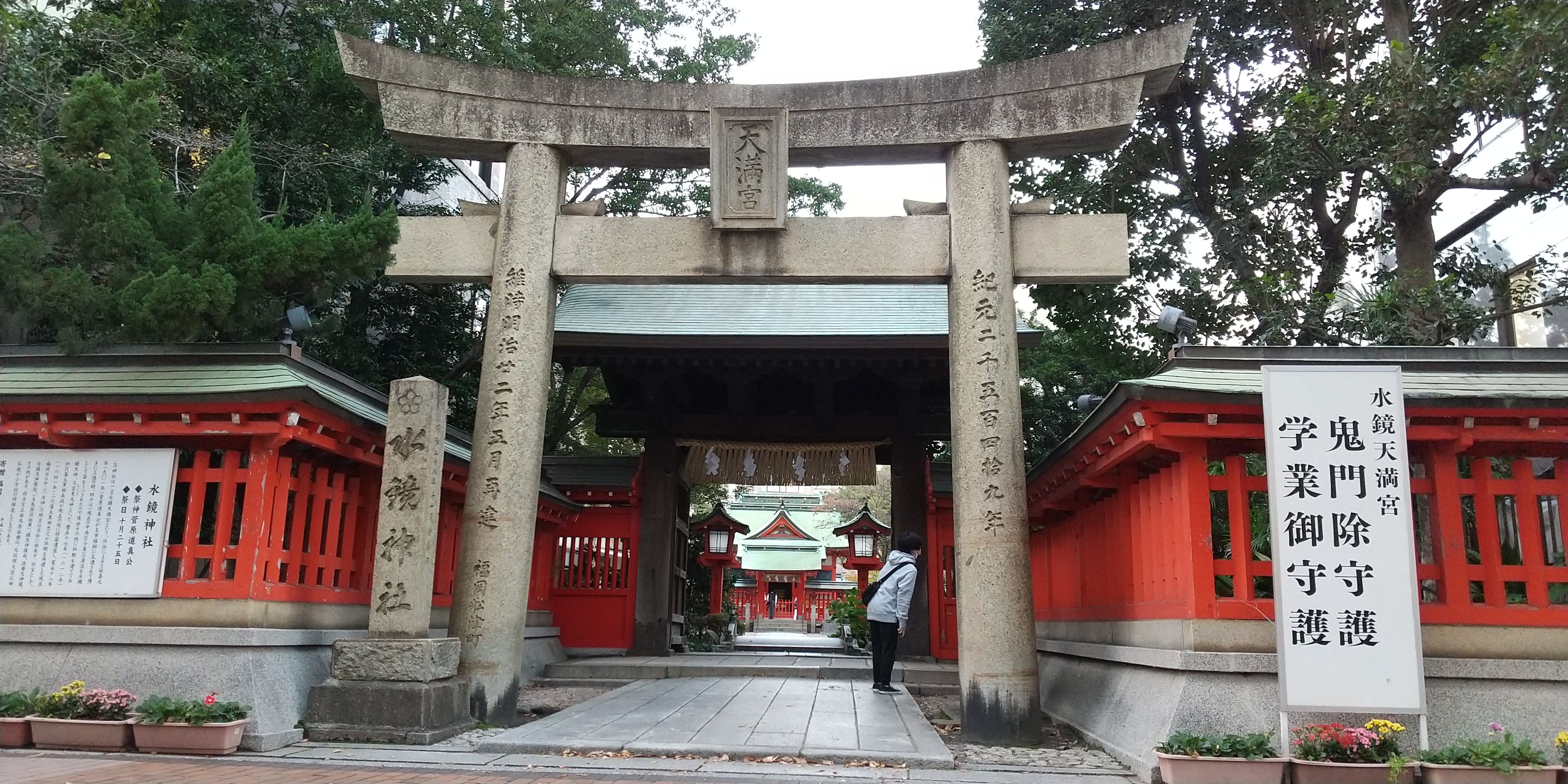
鳥居（南側）
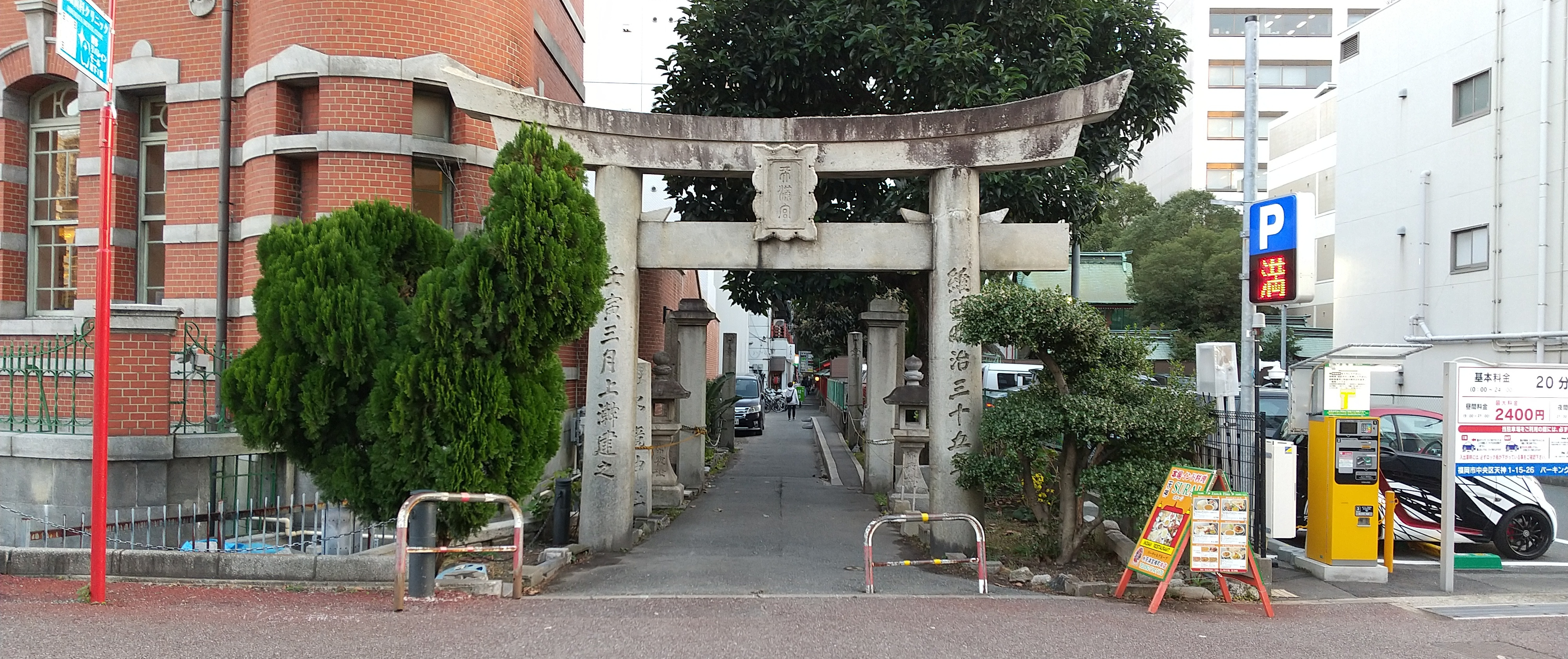
鳥居（北側）
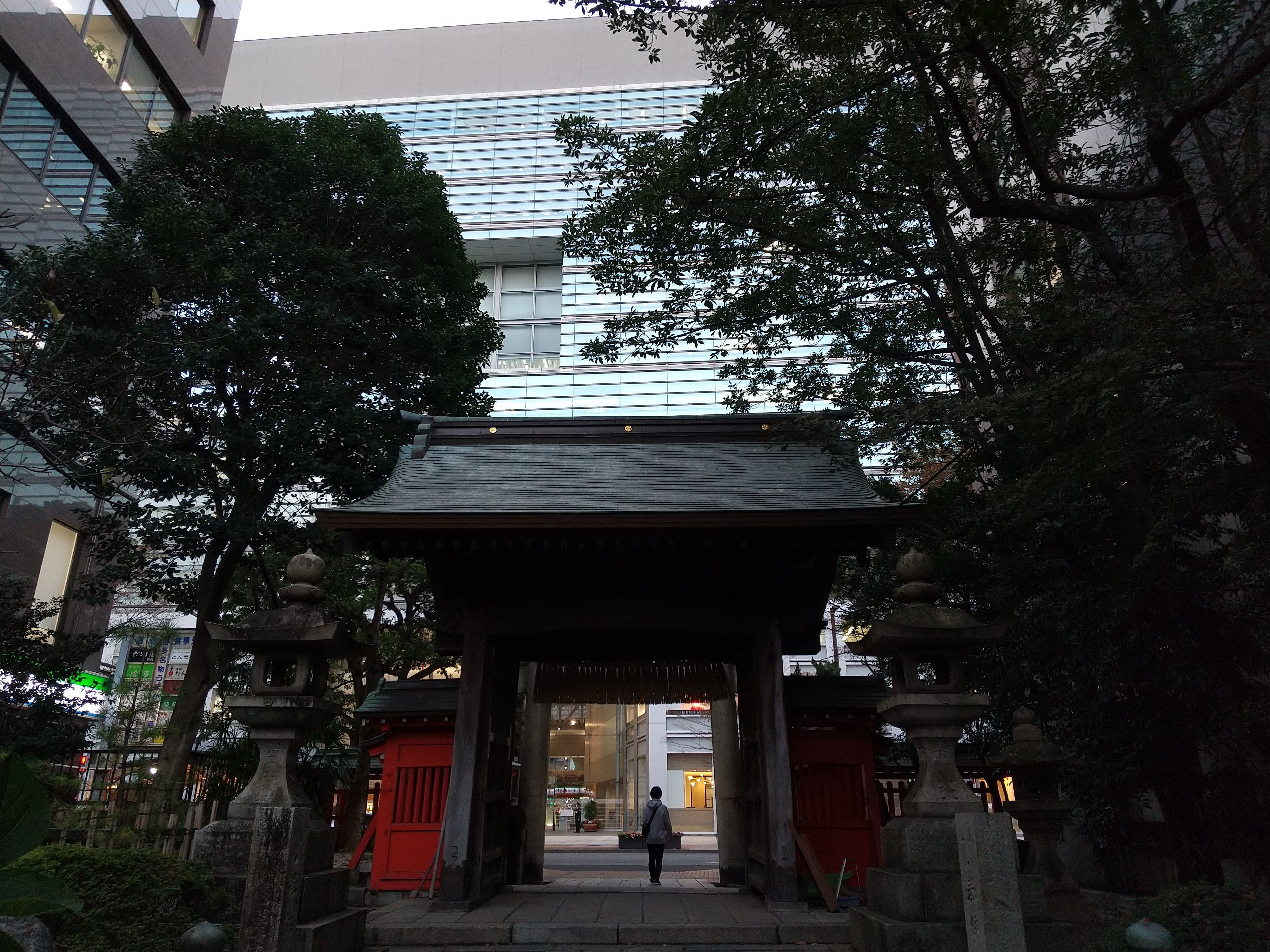
神門
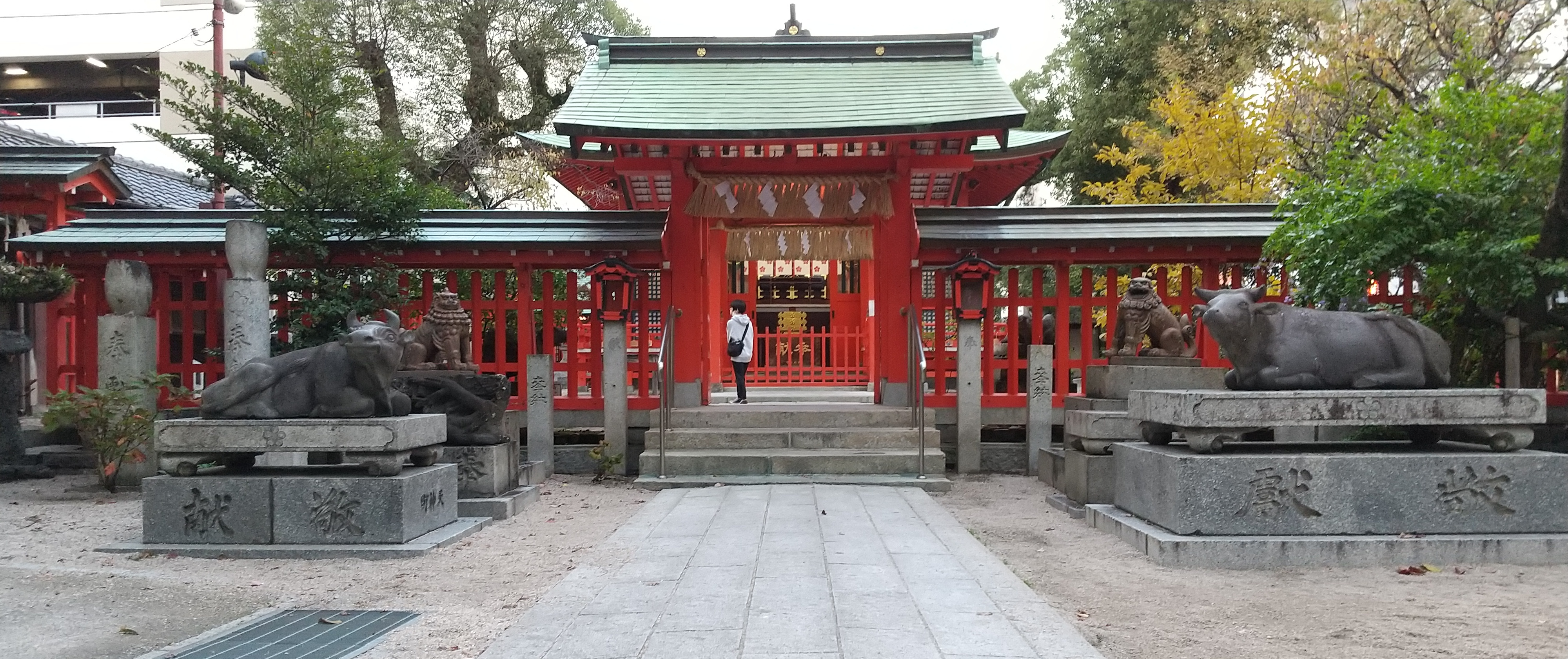
中門
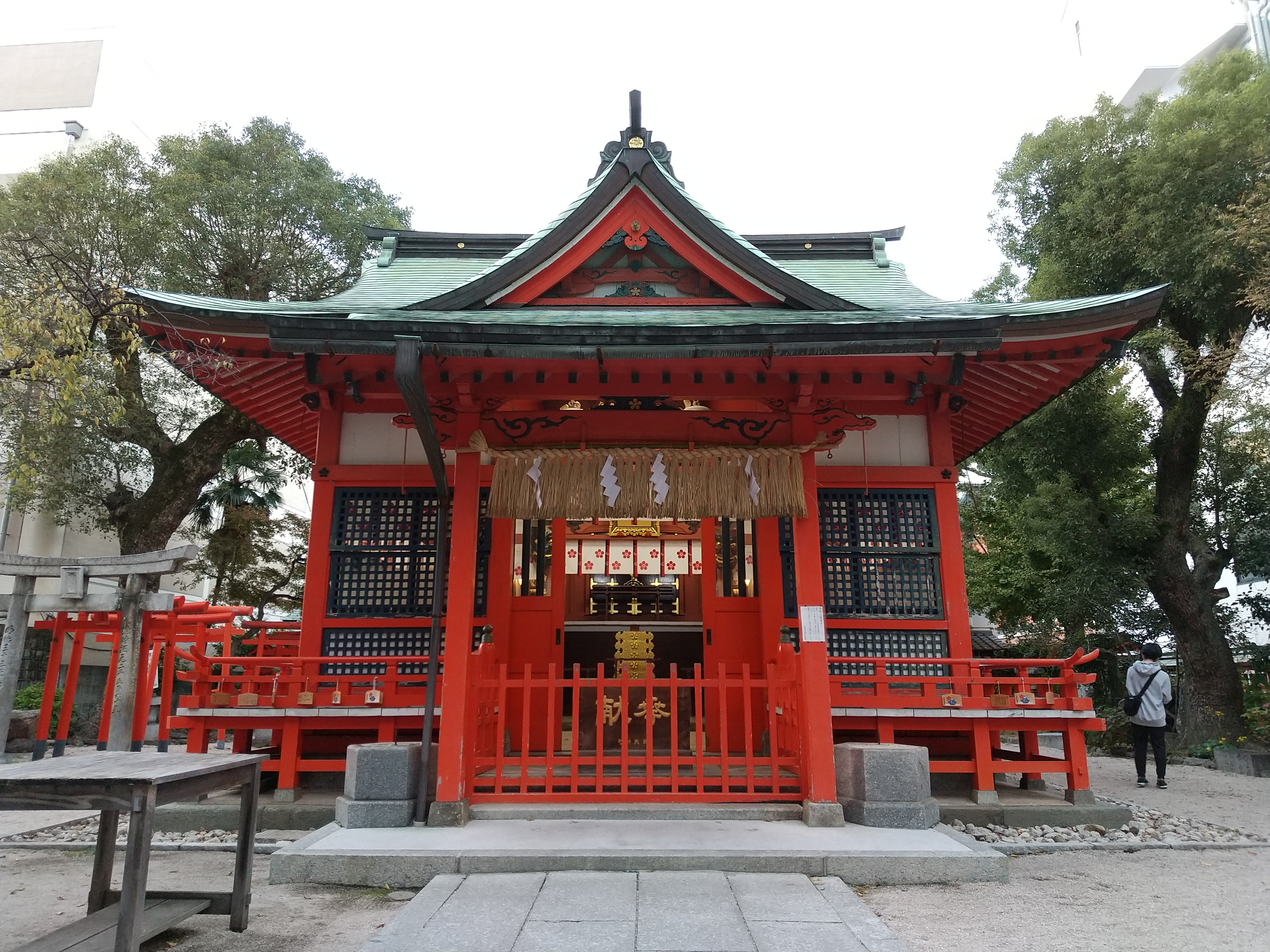
拝殿
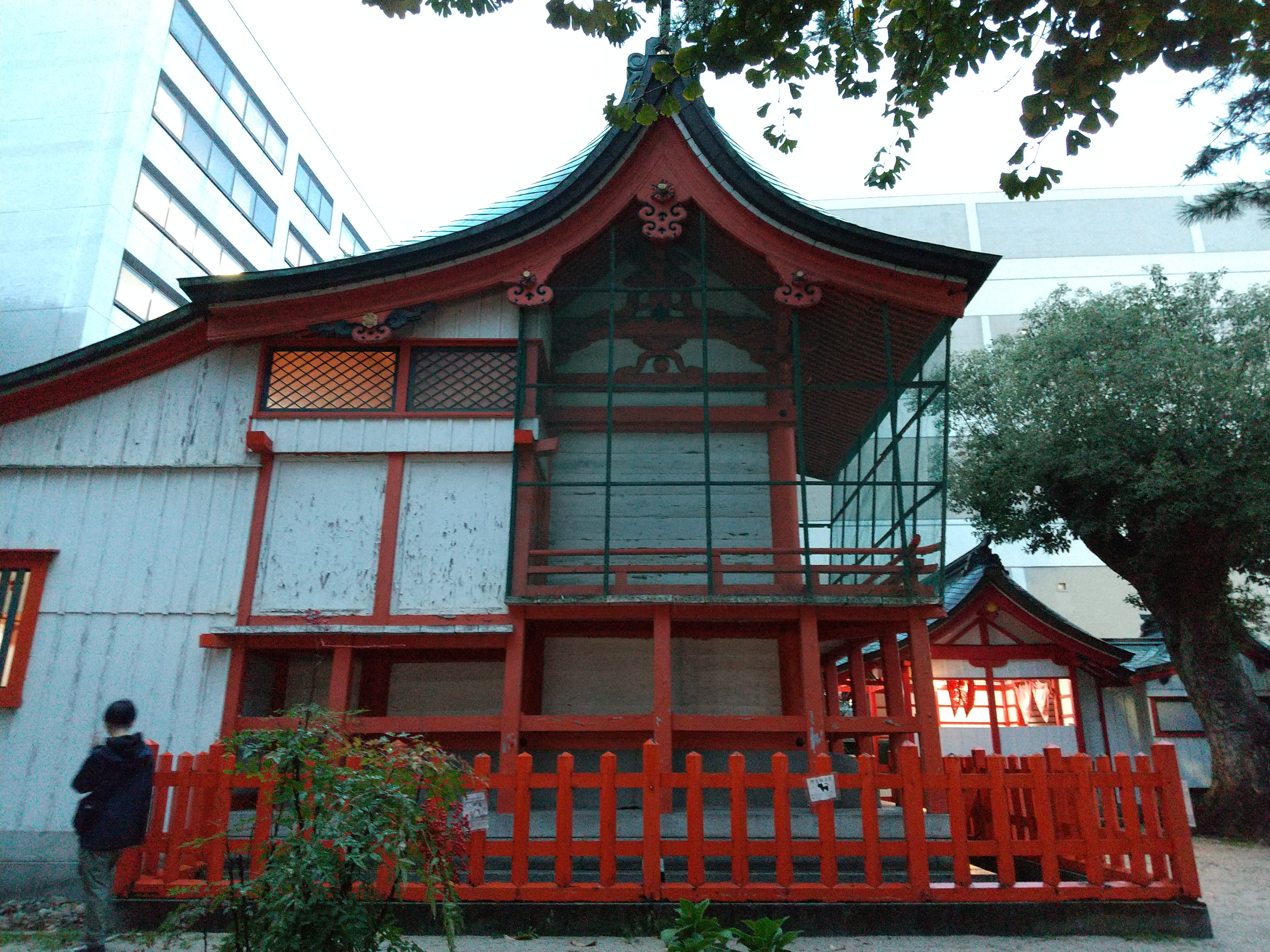
本殿
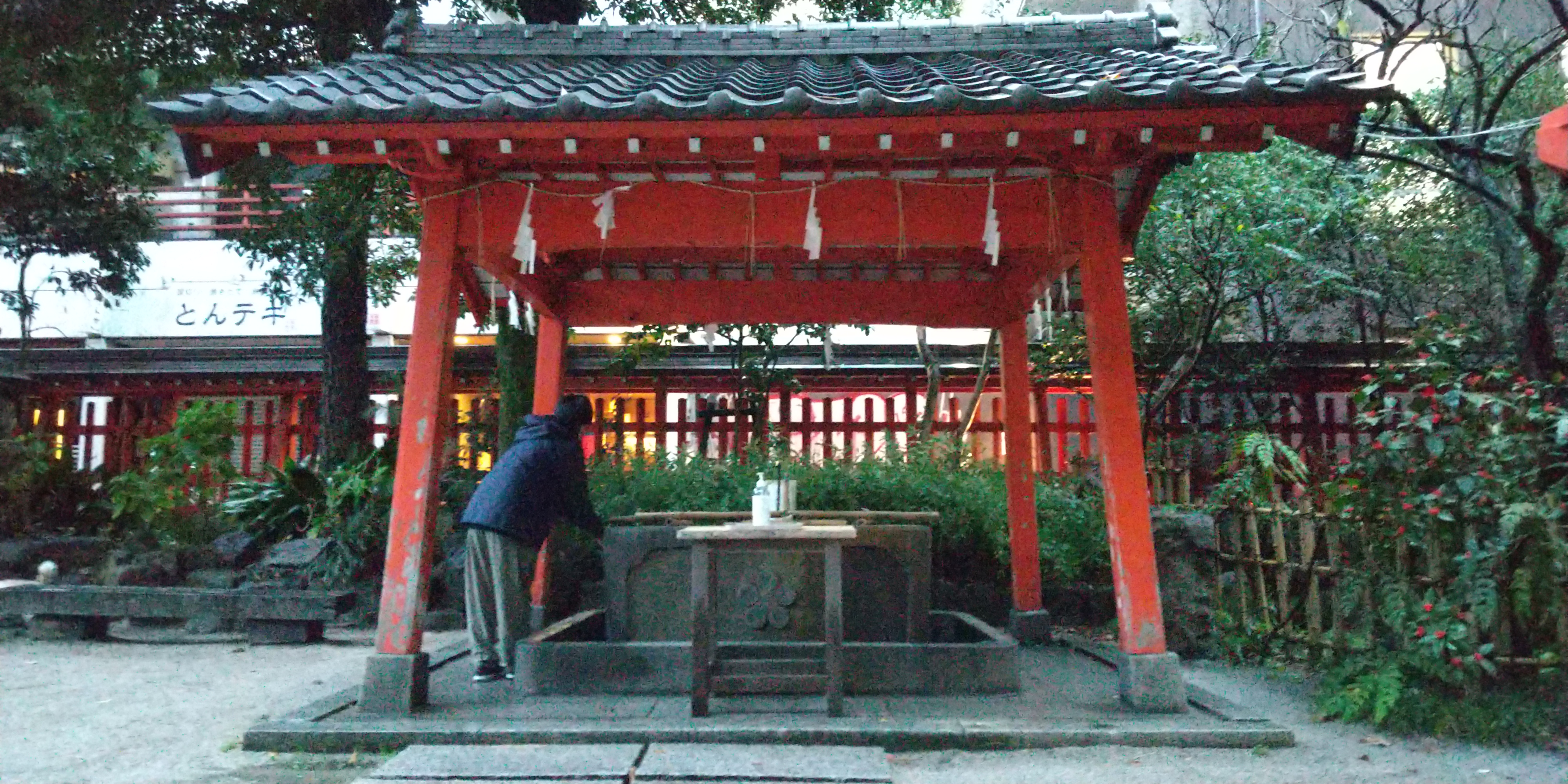
手水舎
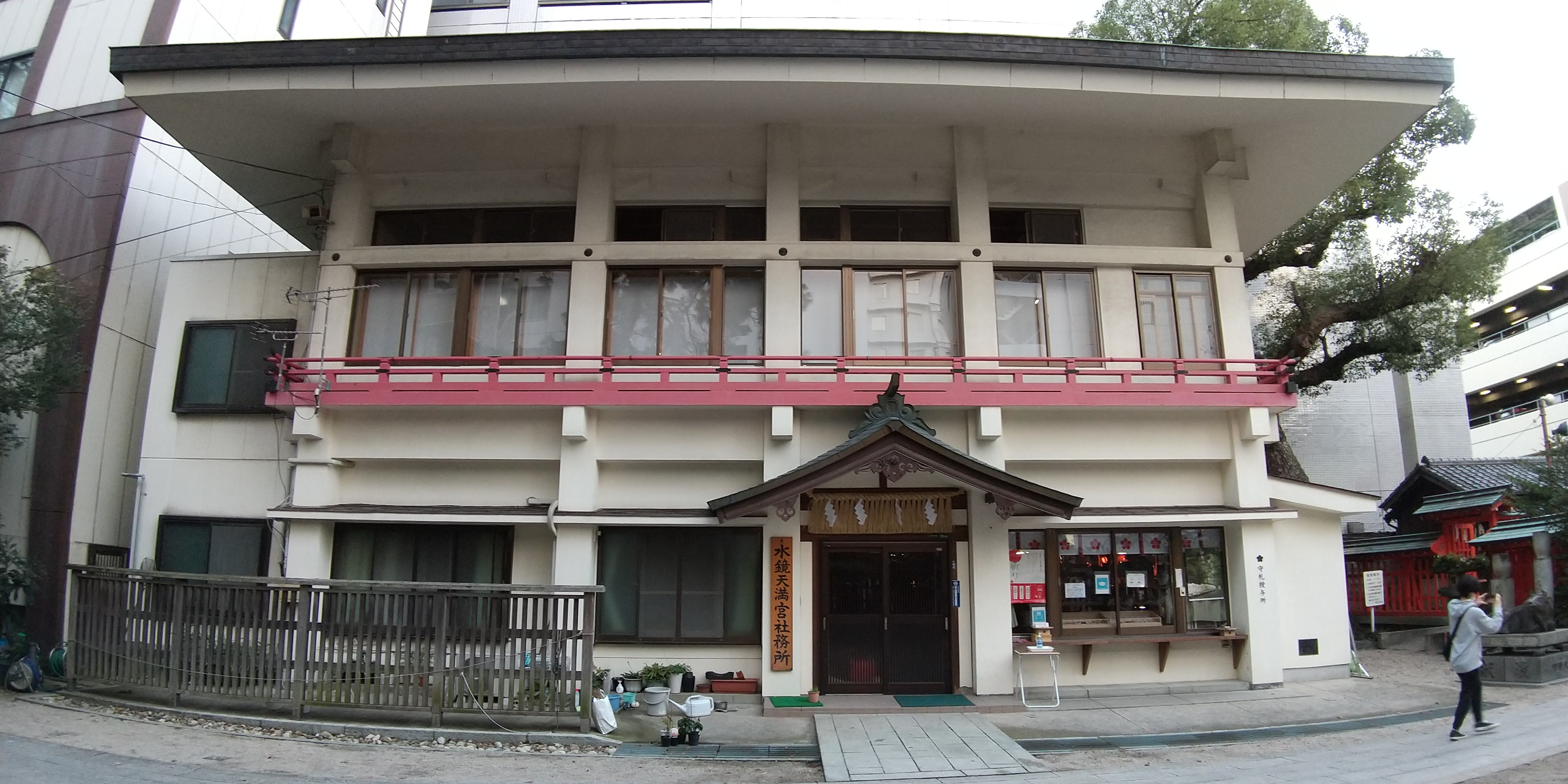
社務所

## 摂末社
水鏡天満宮境内の主な摂末社（境内社）は次の通り。
- 末社合祀殿（大黒社、秋葉社、金刀比羅社、宮地嶽社の合祀）[注釈 10]
- 荒木田稲荷神社[注釈 11]

摂末社（境内社）の写真
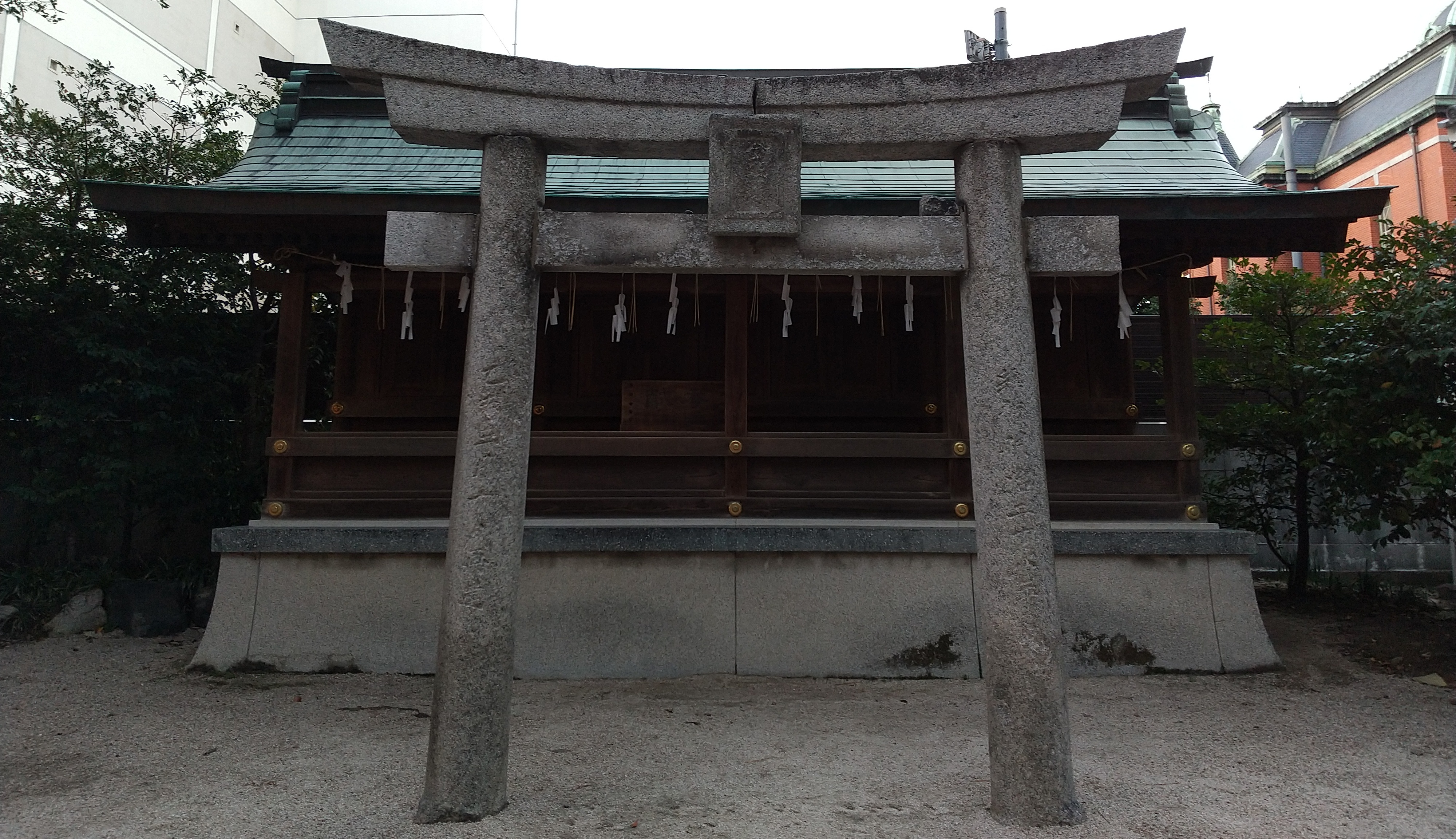
末社合祀殿（左より大黒社、秋葉社、金刀比羅社、宮地嶽社）
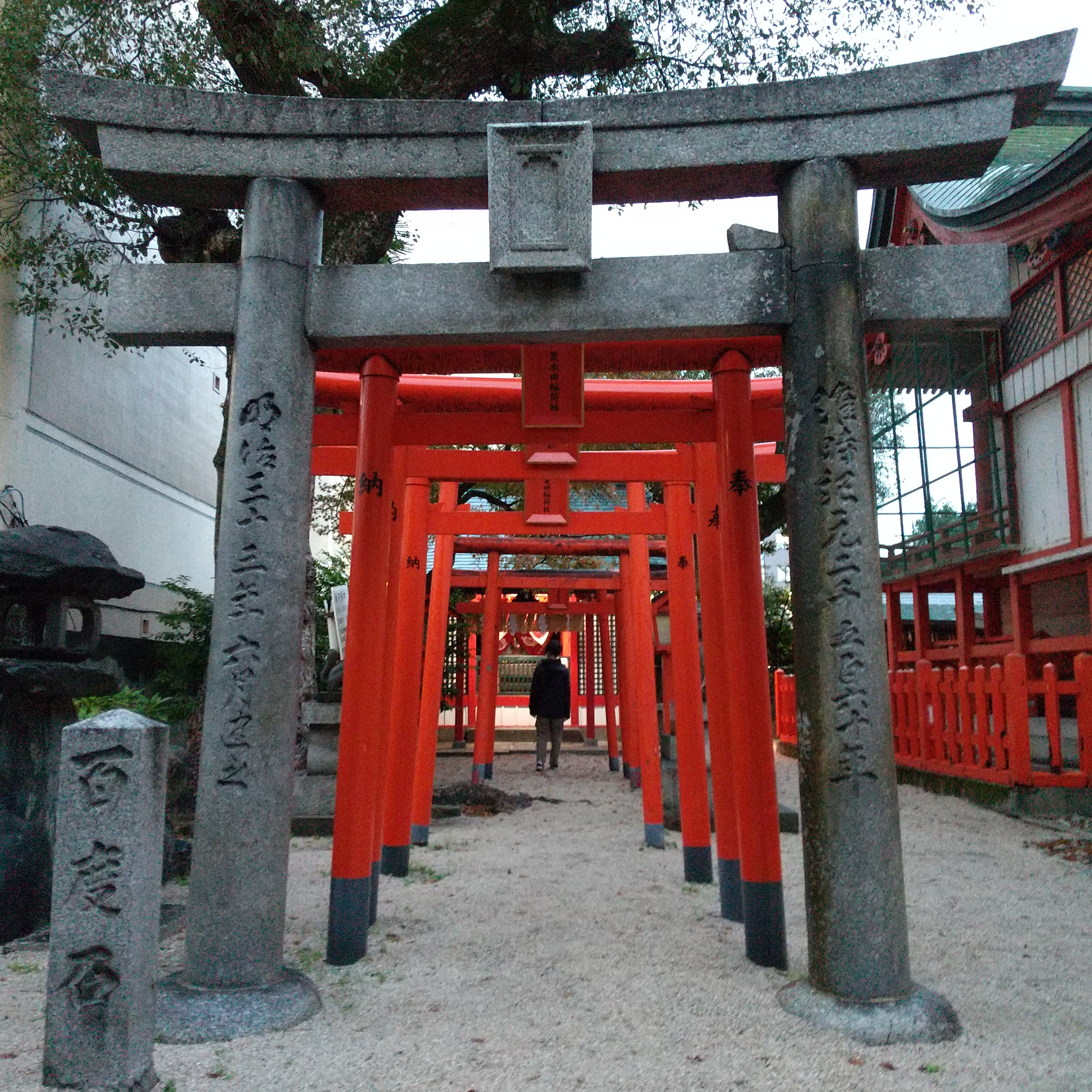
荒木田稲荷神社
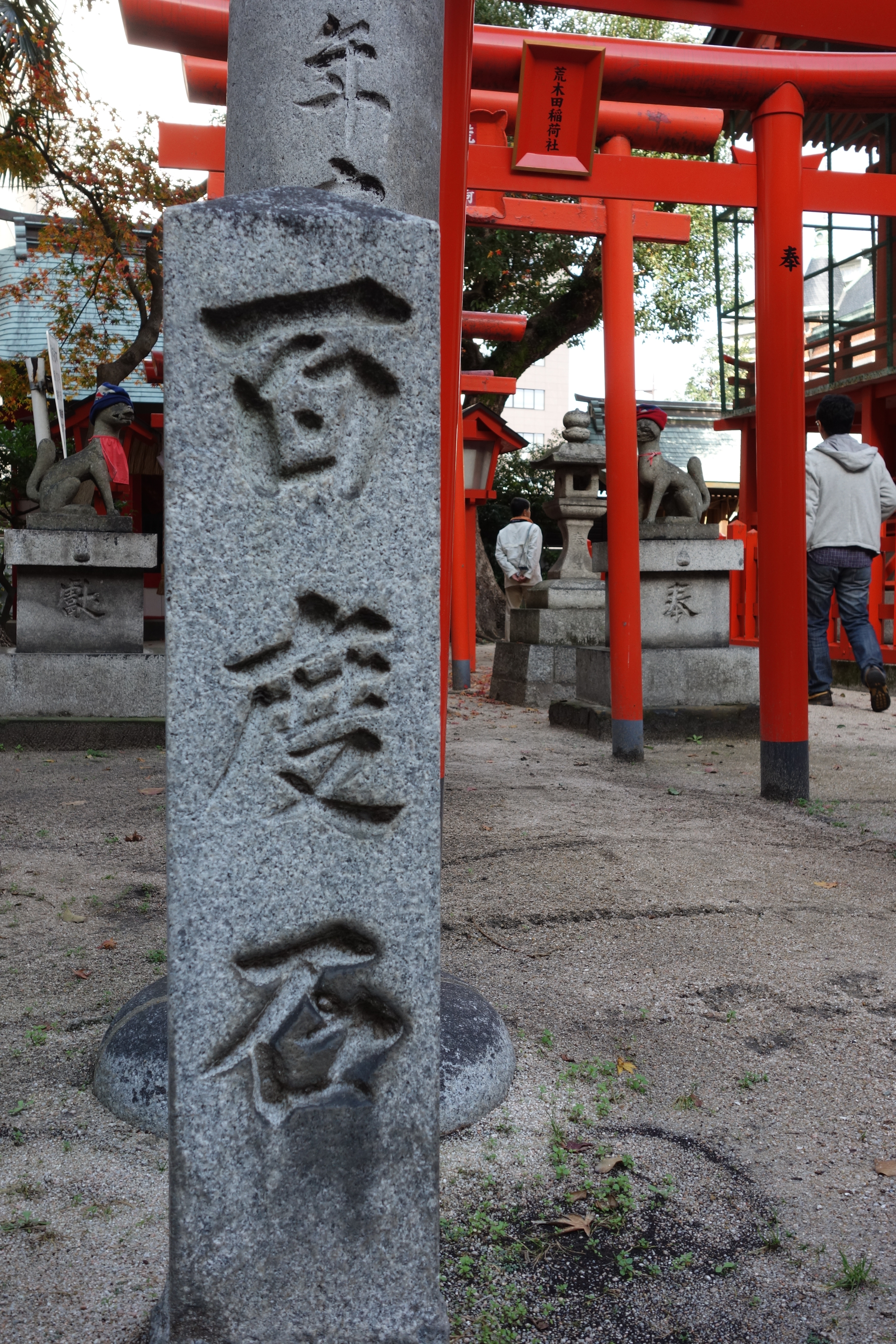
境内の稲荷神社の百度石

## 交通アクセス
- 最寄駅
  - 西日本鉄道　西鉄福岡（天神）駅　下車徒歩5分
  - 福岡市営地下鉄　中洲川端駅または天神駅　下車徒歩5分
- 最寄バス停：西鉄バス　アクロス福岡・水鏡天満宮前　下車徒歩1分